# Молог
Мо́лог (Молох; устар. Волог) — река в России, протекает по Троицко-Печорскому и Усть-Куломскому районам Республики Коми. Устье реки находится в 48 км по правому берегу реки Берёзовки. Длина реки составляет 52 км, площадь водосборного бассейна — 284 км². Притоки — Рассоха (левый), Волок-Ель (правый).

## Течение
Исток реки в болотах юго-восточнее озера Медвежье в 30 км юго-западнее посёлка Якша. Исток находится на водоразделе Волги и Северной Двины, рядом с истоком Молога берут начало верхние притоки реки Нем. Исток Молога в Троицко-Печорском районе, в среднем течении река преодолевает небольшой участок по Усть-Куломскому району и возвращается в Троицко-Печорский. Река течёт на юг и юго-запад, русло извилистое. Всё течение проходит по ненаселённому, заболоченному лесному массиву. Высота устья — 133,4 м над уровнем моря.

## Данные водного реестра
По данным государственного водного реестра России относится к Камскому бассейновому округу, водохозяйственный участок реки — Кама от водомерного поста у села Бондюг до города Березники, речной подбассейн реки — бассейны притоков Камы до впадения Белой. Речной бассейн реки — Кама.
Код объекта в государственном водном реестре — 10010100212111100006307.